# Ofir Marciano
Ofir Meir Marciano (Hebreeuws:  אופיר מאיר מרציאנו) (Asjdod, 7 oktober 1989) is een Israëlisch voetballer die als doelman speelt. Hij verruilde Feyenoord medio 2023 transfervrij voor Hapoel Beër Sjeva. Marciano debuteerde in 2014 in het Israëlisch voetbalelftal.

## Clubcarrière

### MS Asjod
Marciano zat vanaf 1999 in de jeugdopleiding van MS Asjdod. Hij debuteerde voor die club op 27 maart 2010 in de Ligat Ha'Al tegen Maccabi Tel Aviv. De wedstrijd werd met 3–1 gewonnen. Vanaf april 2011 werd Marciano een vaste basiskracht. Asjod wist degradatie te voorkomen in de play-offs. In een wedstrijd tegen Maccabi Haifa op 2 april 2012 werd een handsbal van Marciano bestraft met een rode kaart. Na het seizoen 2014/15 degradeerde de club wel.

#### Verhuur aan Moeskroen
Gedurende het seizoen 2015/16 werd Marciano verhuurd aan Royal Mouscron-Péruwelz, destijds actief in de eerste klasse. Hij speelde de eerste zes wedstrijden van het seizoen, maar incasseerde twaalf treffers en kwam vervolgens niet meer in actie voor de club. Gedurende dat seizoen lukte het Asjod wel om terug te keren op het hoogste niveau van Israël.

### Hibernian FC
Gedurende het seizoen 2016/17 werd Marciano door Asjod verhuurd aan Hibernian FC, destijds actief in de Scottish Championship. Hij debuteerde met en clean sheet tegen Greenock Morton. Marciano speelde dat seizoen een totaal van 28 wedstrijden en de club werd kampioen en promoveerde zodoende naar de Scottish Premiership.  In juni 2017 werd Marciano op permanente basis overgenomen door Hibernian door een 4-jarig contract te ondertekenen. De club eindigde op de vierde plaats in de competitie en mocht in het seizoen 2018/19 dus uitkomen in de kwalificatiefase van de Europa League. Marciano moest echter de beginfase van het nieuwe seizoen missen wegens blessureleed en Hibernian werd in de derde kwalificatieronde uitgeschakeld door Molde FK. Dat seizoen huurde Hibernian Ádám Bogdán, maar Marciano wist zijn plek onder de lat terug te winnen gedurende het seizoen. Dat seizoen eindigde Hibernian op de vijfde plaats in de competitie. In de eerste seizoenshelft van het seizoen 2019/20 kreeg Chris Maxwell de voorkeur, maar Marciano veroverde opnieuw zijn basisplaats in een seizoen waarin Hibernian op de zevende plaats eindigde. In het seizoen 2020/21 eindigde Hibernian op de derde plaats en moest Marciano slechts enkele competitiewedstrijden missen wegens blessureleed. In maart 2021 maakte Marciano duidelijk dat hij zijn aflopende contract niet ging verlengen.

### Feyenoord
Op 30 juni 2021 ondertekende Marciano een 2-jarig contract bij Feyenoord, waar hij rugnummer 21 ging dragen. Bij Feyenoord werd hij tweede keus achter Justin Bijlow. Toen laatstgenoemde van het veld werd gestuurd in de Conference League-kwalificatiewedstrijd tegen IF Elfsborg op 19 augustus 2021, debuteerde Marciano voor de club. Marciano maakte zijn competitiedebuut voor Feyenoord op 28 november 2021 tegen FC Twente met een clean sheet. In maart 2022 raakte Bijlow geblesseerd, waardoor Marciano in de rest van het competitieseizoen onder de lat stond. In de knock-outfase van de Conference League keepte Marciano tegen FK Partizan, Slavia Praag en Olympique Marseille. Door de nul te houden in de uitwedstrijd tegen Olympique Marseille bereikte Feyenoord de finale. In de verloren eindstrijd tegen AS Roma startte echter de herstelde Bijlow. In het seizoen 2022/23 speelde Marciano als derde keus geen enkele wedstrijd voor Feyenoord. Feyenoord werd dat seizoen voor een vijftiende keer landskampioen. Na afloop van het seizoen vertrok Marciano transfervrij bij Feyenoord.

### Hapoel Beër Sjeva
Marciano ondertekende in juni 2023 een driejarig contract bij Hapoel Beër Sjeva in zijn geboorteland. Hij debuteerde voor de club op 27 juli 2023, in een 1–0 zege op FK Panevėžys in de voorronden van de UEFA Europa Conference League.

## Clubstatistieken
| Seizoen         | Club               | Land               | Competitie           | Competitie | Competitie | Beker | Beker | Internationaal | Internationaal | Totaal | Totaal |
| Seizoen         | Club               | Land               | Competitie           | Wed.       | Dlp.       | Wed.  | Dlp.  | Wed.           | Dlp.           | Wed.   | Dlp.   |
| --------------- | ------------------ | ------------------ | -------------------- | ---------- | ---------- | ----- | ----- | -------------- | -------------- | ------ | ------ |
| 2009/10         | MS Asjdod          | Vlag van Israël    | Ligat Ha'Al          | 2          | 0          | 0     | 0     | —              | —              | 2      | 0      |
| 2010/11         | MS Asjdod          | Vlag van Israël    | Ligat Ha'Al          | 10         | 0          | 1     | 0     | —              | —              | 11     | 0      |
| 2011/12         | MS Asjdod          | Vlag van Israël    | Ligat Ha'Al          | 35         | 0          | 1     | 0     | —              | —              | 36     | 0      |
| 2012/13         | MS Asjdod          | Vlag van Israël    | Ligat Ha'Al          | 32         | 0          | 0     | 0     | —              | —              | 32     | 0      |
| 2013/14         | MS Asjdod          | Vlag van Israël    | Ligat Ha'Al          | 28         | 0          | 0     | 0     | —              | —              | 28     | 0      |
| 2014/15         | MS Asjdod          | Vlag van Israël    | Ligat Ha'Al          | 33         | 0          | 0     | 0     | —              | —              | 33     | 0      |
| Clubtotaal      | Clubtotaal         | Clubtotaal         | Clubtotaal           | 140        | 0          | 2     | 0     | 0              | 0              | 142    | 0      |
| 2015/16         | → Moeskroen-Péruw. | Vlag van België    | Jupiler Pro League   | 6          | 0          | 0     | 0     | —              | —              | 6      | 0      |
| Clubtotaal      | Clubtotaal         | Clubtotaal         | Clubtotaal           | 6          | 0          | 0     | 0     | 0              | 0              | 6      | 0      |
| 2016/17         | → Hibernian FC     | Vlag van Schotland | Scottish Premiership | 21         | 0          | 7     | 0     | —              | —              | 28     | 0      |
| 2017/18         | Hibernian FC       | Vlag van Schotland | Scottish Premiership | 34         | 0          | 5     | 0     | —              | —              | 39     | 0      |
| 2018/19         | Hibernian FC       | Vlag van Schotland | Scottish Premiership | 20         | 0          | 3     | 0     | 0              | 0              | 23     | 0      |
| 2019/20         | Hibernian FC       | Vlag van Schotland | Scottish Premiership | 19         | 0          | 7     | 0     | —              | —              | 26     | 0      |
| 2020/21         | Hibernian FC       | Vlag van Schotland | Scottish Premiership | 32         | 0          | 3     | 0     | —              | —              | 35     | 0      |
| Clubtotaal      | Clubtotaal         | Clubtotaal         | Clubtotaal           | 126        | 0          | 25    | 0     | 0              | 0              | 151    | 0      |
| 2021/22         | Feyenoord          | Vlag van Nederland | Eredivisie           | 12         | 0          | 0     | 0     | 8              | 0              | 20     | 0      |
| 2022/23         | Feyenoord          | Vlag van Nederland | Eredivisie           | 0          | 0          | 0     | 0     | 0              | 0              | 0      | 0      |
| Clubtotaal      | Clubtotaal         | Clubtotaal         | Clubtotaal           | 12         | 0          | 0     | 0     | 8              | 0              | 20     | 0      |
| 2023/24         | Hapoel Beër Sjeva  | Vlag van Israël    | Ligat Ha'Al          | 4          | 0          | 0     | 0     | 4              | 0              | 8      | 0      |
| Clubtotaal      | Clubtotaal         | Clubtotaal         | Clubtotaal           | 4          | 0          | 0     | 0     | 4              | 0              | 8      | "'0    |
| Carrière totaal | Carrière totaal    | Carrière totaal    | Carrière totaal      | 288        | 0          | 27    | 0     | 12             | 0              | 327    | 0      |

Bijgewerkt t/m 18 oktober 2023.

## Interlandcarrière
Marciano zat voor het eerst bij de Israëlische selectie toen het team op 7 september 2013 een WK-kwalificatiewedstrijd tegen Azerbeidzjan speelde. Hij debuteerde echter niet, want Dudu Aouate kreeg de voorkeur. Op 10 oktober 2014 debuteerde Marciano wel in het Israëlisch voetbalelftal. In de EK-kwalificatiewedstrijd tegen Cyprus speelde hij negentig minuten en kreeg hij een gele kaart. Een maand later hield hij in de kwalificatiewedstrijd tegen Bosnië en Herzegovina voor het eerst als international de nul. Tussen oktober 2015 en september 2019 speelde Marciano slechts één wedstrijd voor Israël, tegen Spanje in de WK-kwalificatie op 24 maart 2017 (4–1 nederlaag). Vanaf september 2019 werd hij een vaste waarde bij het nationale team. In oktober 2020 verloor Israël op strafschoppen de halve finale van de play-offs om EK-kwalificatie van Schotland. Marciano wist geen van de strafschoppen te keren.
| Interlands van Ofir Marciano voor Israël | Interlands van Ofir Marciano voor Israël | Interlands van Ofir Marciano voor Israël | Interlands van Ofir Marciano voor Israël | Interlands van Ofir Marciano voor Israël | Interlands van Ofir Marciano voor Israël |
| №                                        | Datum                                    | Wedstrijd                                | Uitslag                                  | Competitie                               |                                          |
| Als speler bij MS Asjdod                 | Als speler bij MS Asjdod                 | Als speler bij MS Asjdod                 | Als speler bij MS Asjdod                 | Als speler bij MS Asjdod                 | Als speler bij MS Asjdod                 |
| ---------------------------------------- | ---------------------------------------- | ---------------------------------------- | ---------------------------------------- | ---------------------------------------- | ---------------------------------------- |
| 1                                        | 10 oktober 2014                          | Cyprus – Israël                          | 1 – 2                                    | EK 2016 (kwalificatie)                   |                                          |
| 2                                        | 13 oktober 2014                          | Andorra – Israël                         | 1 – 4                                    | EK 2016 (kwalificatie)                   |                                          |
| 3                                        | 16 november 2014                         | Israël – Bosnië en Herzegovina           | 3 – 0                                    | EK 2016 (kwalificatie)                   |                                          |
| 4                                        | 28 maart 2015                            | Israël – Wales                           | 0 – 3                                    | EK 2016 (kwalificatie)                   |                                          |
| 5                                        | 31 maart 2015                            | Israël – België                          | 0 – 1                                    | EK 2016 (kwalificatie)                   |                                          |
| 6                                        | 12 juni 2015                             | Bosnië en Herzegovina – Israël           | 3 – 1                                    | EK 2016 (kwalificatie)                   |                                          |
| Als speler bij Royal Mouscron-Péruwelz   |                                          |                                          |                                          |                                          |                                          |
| 7                                        | 3 september 2015                         | Israël – Andorra                         | 4 – 0                                    | EK 2016 (kwalificatie)                   |                                          |
| 8                                        | 6 september 2015                         | Wales – Israël                           | 0 – 0                                    | EK 2016 (kwalificatie)                   |                                          |
| 9                                        | 10 oktober 2015                          | Israël – Cyprus                          | 1 – 2                                    | EK 2016 (kwalificatie)                   |                                          |
| 10                                       | 13 oktober 2015                          | België – Israël                          | 3 – 1                                    | EK 2016 (kwalificatie)                   |                                          |
| Als speler bij Hibernian FC              |                                          |                                          |                                          |                                          |                                          |
| 11                                       | 24 maart 2017                            | Spanje – Israël                          | 4 – 1                                    | WK 2018 (kwalificatie)                   |                                          |
| 12                                       | 5 september 2019                         | Israël – Noord-Macedonië                 | 1 – 1                                    | EK 2020 (kwalificatie)                   |                                          |
| 13                                       | 9 september 2019                         | Slovenië – Israël                        | 3 – 2                                    | EK 2020 (kwalificatie)                   |                                          |
| 14                                       | 10 oktober 2019                          | Oostenrijk – Israël                      | 3 – 1                                    | EK 2020 (kwalificatie)                   |                                          |
| 15                                       | 15 oktober 2019                          | Israël – Letland                         | 3 – 1                                    | EK 2020 (kwalificatie)                   |                                          |
| 16                                       | 16 november 2019                         | Israël – Polen                           | 1 – 2                                    | EK 2020 (kwalificatie)                   |                                          |
| 17                                       | 4 september 2020                         | Schotland – Israël                       | 1 – 1                                    | UEFA Nations League 2020/21              |                                          |
| 18                                       | 7 september 2020                         | Israël – Slowakije                       | 1 – 1                                    | UEFA Nations League 2020/21              |                                          |
| 19                                       | 8 oktober 2020                           | Schotland – Israël                       | 0 – 0                                    | EK 2020 (play-offs)                      |                                          |
| 20                                       | 11 oktober 2020                          | Israël – Tsjechië                        | 1 – 2                                    | UEFA Nations League 2020/21              |                                          |
| 21                                       | 14 oktober 2020                          | Slowakije – Israël                       | 2 – 3                                    | UEFA Nations League 2020/21              |                                          |
| 22                                       | 15 november 2020                         | Tsjechië – Israël                        | 1 – 0                                    | UEFA Nations League 2020/21              |                                          |
| 23                                       | 18 november 2020                         | Israël – Schotland                       | 1 – 0                                    | UEFA Nations League 2020/21              |                                          |
| 24                                       | 25 maart 2021                            | Israël – Denemarken                      | 0 – 2                                    | WK 2022 (kwalificatie)                   |                                          |
| 25                                       | 28 maart 2021                            | Israël – Schotland                       | 1 – 1                                    | WK 2022 (kwalificatie)                   |                                          |
| 26                                       | 31 maart 2021                            | Moldavië – Israël                        | 1 – 4                                    | WK 2022 (kwalificatie)                   |                                          |
| 27                                       | 9 juni 2021                              | Portugal – Israël                        | 4 – 0                                    | Vriendschappelijk                        |                                          |
| Als speler bij Feyenoord                 |                                          |                                          |                                          |                                          |                                          |
| 28                                       | 1 september 2021                         | Faeröer – Israël                         | 0 – 4                                    | WK 2022 (kwalificatie)                   |                                          |
| 29                                       | 4 september 2021                         | Israël – Oostenrijk                      | 5 – 2                                    | WK 2022 (kwalificatie)                   |                                          |
| 30                                       | 7 september 2021                         | Denemarken – Israël                      | 5 – 0                                    | WK 2022 (kwalificatie)                   |                                          |
| 31                                       | 9 oktober 2021                           | Schotland – Israël                       | 3 – 2                                    | WK 2022 (kwalificatie)                   |                                          |
| 32                                       | 12 oktober 2021                          | Israël – Moldavië                        | 2 – 1                                    | WK 2022 (kwalificatie)                   |                                          |
| 33                                       | 12 november 2021                         | Oostenrijk – Israël                      | 4 – 2                                    | WK 2022 (kwalificatie)                   |                                          |
| 34                                       | 15 november 2021                         | Israël – Faeröer                         | 3 – 2                                    | WK 2022 (kwalificatie)                   |                                          |
| 35                                       | 26 maart 2022                            | Duitsland – Israël                       | 2 – 0                                    | Vriendschappelijk                        |                                          |
| 36                                       | 29 maart 2022                            | Israël – Roemenië                        | 2 – 2                                    | Vriendschappelijk                        |                                          |
| 37                                       | 2 juni 2022                              | Israël – IJsland                         | 2 – 2                                    | UEFA Nations League 2022/23              |                                          |
| 38                                       | 10 juni 2022                             | Albanië – Israël                         | 1 – 2                                    | UEFA Nations League 2022/23              |                                          |
| 39                                       | 13 juni 2022                             | IJsland – Israël                         | 2 – 2                                    | UEFA Nations League 2022/23              |                                          |
| 40                                       | 27 september 2022                        | Malta – Israël                           | 2 – 1                                    | Vriendschappelijk                        |                                          |

Bijgewerkt op 18 augustus 2023.

## Erelijst
| Kampioen Scottish Championship | 1× | 2016/17 |
| Feyenoord                      |    |         |
| Eredivisie                     | 1x | 2022/23 |